# Культурна тиша
Культурна тиша (словен. Kulturni molk) - це опір культурно-політичному принципу визвольного руху під час Другої світової війни, за яким слідувала більшість словенських митців.

## Словенська культура під час окупації та національно-визвольної війни в зоні окупаціїІталії
17 квітня 1941 року, через тиждень після окупації, югославська армія капітулювала. Люблінську провінцію, що потрапила під Італію, очолив верховний комісар Еміліо Граціолі. Були обіцянки у початкових школах продовжувати викладати словенською мовою, тоді як у середніх та вищих школах італійська мова буде не обов'язковим предметом, але незважаючи на урочисті обіцянки, словенська не мала ніякої самостійності. Намір Граціолі полягав у тому, щоб якнайшвидше надати словенському пейзажу італійський вигляд. Італійські окупанти почали публікувати двомовні написи, запроваджуючи цензуру та контролю над словенською пресою. Офіційною мовою в муніципалітетах була словенська зі словенськими партіями та італійська зі старшими посадовими особами. Італійська мова була обов'язковим уроком, який викладали італійські фашисти, а в сільській місцевості уроки словенської мови були заборонені та запроваджено італійську мову. Вони свідомо знищували докази культурного минулого Словенії.

## Причини культурного мовчання на німецькому окупаційній зоні
У зоні окупації Німеччини відбулися одразу перші арешти культурологів. 9 квітня 1941 року письменника Dr. Макса Шнудерля. У Маріборі був приймальний табір про який згадували Фран Рос, Йосип Вандо та Антон Інголіч у своїх літературних творах. Проводились заходи по видаленню всіх словенських культурних пам'ят, пам'яток і меморіальних дошок, навіть ексгумації останків єпископа Сломшек, Антонія Мартіна. У квітні 1941 року німці знищили в Маріборі весь запас преси. Вони захопили приватні бібліотеки Джозефа Вандота, Володимир Левстик; лише в словенській Штирії нацисти знищили щонайменше 4 200 000 словенських книг. У Кршко місцеві жителі врятували бібліотеку монастиря капуцинів.

## Порушення культурного мовчання
У деяких культурних сегментах культурну тишу ігнорували, оскільки вони вважали, що її наслідки будуть занадто поганими для культурної спільноти. Після війни порушення культурної тиші розглядалися законом як злочин та правопорушення проти національної честі. Національний суд честі засудив митців за участь у заходах, організованих окупантом, за те, що вони виступали іноземною мовою, за спілкування з окупатором або за залучення до них пропаганди. У серпні 1945 р. засуджених частково виправдали.